# Syntretus conterminus
Syntretus conterminus är en stekelart som först beskrevs av Christian Gottfried Daniel Nees von Esenbeck 1834.  Syntretus conterminus ingår i släktet Syntretus och familjen bracksteklar. Inga underarter finns listade i Catalogue of Life.